# 金載圭
金 載圭（キム・ジェギュ、1926年3月6日 - 1980年5月24日）は、大韓民国の軍人、政治家。最終階級は陸軍中将。大韓民国中央情報部（KCIA）第8代部長。日本名は金本 元一（かねもと もとかず）。1979年10月26日、朴正煕大統領ら2名を射殺した朴正煕暗殺事件を起こし、翌年に絞首刑に処された。号は徳山。本貫は金寧金氏。

## 略歴
慶尚北道善山（現・亀尾市）出身。八人兄弟の長男として生まれた。父親は実業家で、当時としては珍しく非常に裕福な家庭で育った。安東農林学校、陸軍士官学校、漢陽大学校大学院政治外交科卒。第二次世界大戦中は日本名の金本元一を名乗り、特別幹部候補生第1期（航空整備）出身の整備兵として日本陸軍に従軍。陸軍航空部隊の第1錬成飛行隊にて四式戦闘機「疾風」のハ45の教育を受けていた。
朴正煕とは同郷で、国防警備隊士官学校では同期生であるが、9歳年下。1950年3月、少領（少佐）に昇進して第3師団第22連隊第2大隊長。朝鮮戦争では浦項の戦いなどに参加している。第5師団参謀長、第36連隊長を経て、第3師団副師団長となる。1957年8月、第1軍司令官宋堯讃中将に部隊状況を報告した際に、宋堯讃から「第1軍傘下にこのような無能将校がいるのか。24時間以内に包みを包んで軍を去れ」と侮辱的な叱責を受けて退役しようとするが、この報を聞いた李鍾賛に引き留められ陸軍大学学生監督官となる。後に准将昇進と同時に陸軍大学副総長。この時の総長金桂元とは後々まで親しく付き合い、朴正煕暗殺の瞬間までともに居合わせることとなった。
1961年に5・16軍事クーデターが起きた時には国防部総務課長だったが、クーデターに加担しなかったために革命軍に連行され調査を受けた。否定事実が無かったため釈放され、湖南肥料社長に任命される。1963年9月、原隊復帰して第6師団長に任命。1965年1月、少将に進級、第6管区司令官を経て、1968年に保安司令官に任命される。1971年9月、第3軍団長。1973年、予備役編入。
朴正煕に縁故人事で引き立てられて立身出世し、1973年に中央情報部次長、同年の第9代総選挙で国会議員に当選。1974年9月18日に建設部長官、1976年12月4日には中央情報部長となって大統領の腹心の一人となった。

### 朴正煕暗殺事件

裁判中の金載圭

1979年10月26日夜、酒席の場で朴と車智澈警護室長を射殺した。殺害の動機は詳しくは明らかになっていないが、当時釜山と馬山で起こっていた釜馬民主抗争への対応において、朴のもう一人の腹心であった車の強硬策が採用され、金の立場が脅威に晒されていたためとされる。
10月28日に合同捜査本部長の全斗煥により逮捕され、軍法会議にて内乱目的殺人および内乱未遂罪により翌1980年1月28日に死刑判決を受け、同年5月24日にソウル拘置所で絞首刑に処された。54歳没。遺言の最後には「国民の皆さん、民主主義を満喫してください」という記述がある。
2016年になって朴槿恵大統領と崔順実の関係露呈（いわゆる崔順実ゲート事件）によって、金載圭の弁護人が控訴審で動機の一つとして「崔太敏氏の疑惑について朴正熙大統領に進言したが、聞き入れなかった」と述べていたことが発覚した。実際に、崔太敏と朴槿恵が部屋に入れば、一日中出てこないという噂があり、中央情報部長だった金が情報報告を朴正煕大統領にしたため朴大統領が二人を呼んで直接訊いた。朴槿恵は崔を心酔して積極的に擁護し、崔は『私たちは霊的な家族や夫婦のようなものであって、肉体に関する浅ましい話はしてくれるな』と言った。この話を朴正煕大統領が聞いて納得し、金に対して『情報を上げるならしっかりしろ』と言っていた。

## 評価
10・26クーデター（朴正煕暗殺事件）の真相や動機については謎が残るが、韓国では、一時的な精神錯乱の暗殺者という評価と、18年の長きにわたった軍事独裁政権に終止符を打った民主化運動の愛国者という全く正反対の評価がある。
2004年、民主化補償審議委員会によって金による朴暗殺が民主化に寄与したか否かが議題として上ったが、全斗煥によるクーデター、並びに後の独裁を招いたとの指摘もあり、最終的な結論に至っていない。
民主化運動家、神父の咸世雄は2012年のインタビューで、「金はわれわれ民族全員の恩人」「33年経った今も、国民と歴史家が金部長の真意に気付かなくて、とても残念だ」と言った。
2016年の崔順実ゲート事件以降、金に対する再評価の機運が高まり、彼を「義士」と呼ぶ人および金の墓に献花する人も現れた。彼の名誉回復を掲げるある団体はソウル特別市永登浦区の公園にある朴正煕の銅像の隣に金の胸像を建てるという旨で募金運動も行った。特に2004年当時、再評価に反対していた歴史学者の韓洪九も2013年に金を安重根、尹奉吉、李奉昌、金九と並ぶ「保守右翼義士」に分類した上「金の義挙は自由民主主義の回復に至らなかったとしても、女性芸能人が大統領の飲み会に呼び出される事だけは確実に途絶えた」と評価し、2016年になると金を「朴正煕の忠臣として全力を挙げて崔太敏を止めようとした」と好意的な態度を示した。
民青学連事件により投獄された元国会議員の李哲は「10・26義士38周忌合同追悼式」に参加した際、民青学連事件が発生した後、金は自分の善山学校の後輩である高校教師に「民青学連事件の関連者たちはとても正しいことをした。共産主義とは何の関係もない」と言ったことを伝え、金を追悼した。

## エピソード
- 1979年には「自由民主主義為民主正道」の揮毫をした[15]。
- 親族によると、金の墓石は親朴正煕・朴槿恵派の人により破壊されたことがある[15]。
- 朴大統領暗殺事件後、合同捜査本部によって内縁の妻子がいたことが明かされた。
- 朴槿恵の罷免を宣告した憲法裁判所裁判官の李貞美（朝鮮語版）はインタビューで、元々の夢は数学教師であったが、大学受験を控えた時期に金による朴正煕暗殺事件が発生し、社会が混乱になったため、法学部への進学を決意したと話した[16]。

## 関連作品
映画
- 『ユゴ 大統領有故』（2005年） - ペク・ユンシクが金載圭を演じている。
- 『KCIA 南山の部長たち』（2020年） - イ・ビョンホンが金載圭をモデルとしたキム・ギュピョン（金規泙）を演じている。

テレビドラマ
- 『第4共和国』（1995年） - 朴根瀅が金載圭を演じている。
- 『第5共和国』（2005年） - キム・ヒョンイルが金載圭を演じている。キム・ヒョンイルは金載圭と同じ本貫の金寧金氏である。